# Roberto Bishara
Roberto Fabián Bishara Adawi (Santiago, Chile, 18 de agosto de 1981) es un exfutbolista chileno-palestino. Se desempeñaba como defensa y su último club fue el Club Deportivo Palestino de la Primera División de Chile.

## Trayectoria
Se inició en las divisiones inferiores del Club Deportivo Universidad Católica, pero nunca logró jugar en el primer equipo.
En 2001 llega al Palestino, con la camiseta árabe juega 21 partidos y convierte un total de 11 goles.
A mediados de 2004 ficha por el Santiago Wanderers, con la camiseta caturra logra jugar 14 partidos y no convierte ningún gol en todos  los partidos. 
Luego vuelve a Palestino en 2005 y lleva jugado con la camiseta árabe 81 partidos y se matricula con 18 goles.
Fue un destacado jugador de la Selección de fútbol de Palestina en la cual jugó 26 partidos, destacando en gran parte de ellos y formando parte de momentos históricos para Palestina en el fútbol mundial.
En 2014 Emiliano Astorga le comunica que no está en los planes del Palestino para la nueva temporada, con lo que deja el club árabe después de 14 años.

## Clubes
| Club               | País  | Año       |
| ------------------ | ----- | --------- |
| Palestino          | Chile | 2001-2004 |
| Santiago Wanderers | Chile | 2004      |
| Palestino          | Chile | 2005-2013 |